# Lugnets isstadion
Lugnets isstadion är ett arenakomplex som ingår i Lugnets idrottsanläggning i Falun i Sverige. Området innefattar tre olika isytor: två ishockeyhallar, Lugnets Ishall och Halltec Arena, och en bandyplan. 
Arenorna används huvudsakligen av:
- Falu BS
- Falu IF
- Hälsinggårdens AIK
- Falu Konståkningsklubb

Ishallen på Lugnet byggdes om 2016 efter långvariga problem med fukt och mögel. Ishallen är idag en av Sveriges modernaste ishallar och används av Svenska Ishockeyförbundet för sina så kallade Russincamper för U17- och U18-landslagen. Ishallen rymmer 2 500 personer vilket gör den till Sveriges 38:e största.
Bandybanan blev konstfryst 1975. Publikrekordet lyder på 4 855 personer och noterades 1976 på matchen Falu BS-Sandvikens AIK.
Halltec Arena är en konstruktion som kan liknas vid ett tält, tältet har satts över den gamla uterinken. 

### Fotnoter
1. ↑  ”Talangutveckling”. Svenska Ishockeyförbundet. http://www.swehockey.se/Hockeyakademin/Information/Talangutveckling. Läst 17 september 2019.
2. ↑  ”VSK Forum”. http://www.vskforum.com/vsk.nu/bmots_98.html. Läst 15 oktober 2011.